# Budy (obwód winnicki)
Budy – wieś na Ukrainie, w obwodzie winnickim, w rejonie trościańskim, na wschodnim Podolu.
W czasach I Rzeczypospolitej wieś leżała w województwie bracławskim w prowincji małopolskiej Korony Królestwa Polskiego. W 1789 była prywatną wsią należącą do Potockich. Odpadła od Polski w wyniku II rozbioru. Pod zaborami należała do Sobańskich.